# Paul Shenar
Paul Shenar, właśc. Albert Paul Shenar (ur. 12 lutego 1936 w Milwaukee, zm. 11 października 1989 w West Hollywood) – amerykański aktor charakterystyczny. Wystąpił w roli Alejandro Sosy w filmie Człowiek z blizną.

## Życiorys

### Wczesne lata
Urodził się w Milwaukee jako syn Mary Roselli (z domu Puhek) i Eugene’a Josepha Shenara. Jego rodzina była pochodzenia polskiego i słoweńskiego, a także miała korzenie 
tureckie, greckie i żydowskie. W młodym wieku zaangażował się w miejscowym teatrze i grał w lokalnych produkcjach. Po ukończeniu szkoły średniej, wstąpił do United States Air Force. Po wyjściu z wojska rozpoczął ponownie karierę aktorską. Uczęszczał do University of Wisconsin-Madison.

### Kariera
Wkrótce przeniósł się do Nowego Jorku, gdzie rozpoczął występy na Off-Broadwayu w produkcjach scenicznych: Pullman Car Hiawatha autorstwa  Thorntona Wildera (1962) i Sześć postaci w poszukiwaniu autora Luigiego Pirandellego (1963). Następnie trafił na Broadway w komedii Świętoszek Molière'a (1965) jako Walery z Johnem Phillipem Law i Halem Holbrookiem, Maleńka Alicja Edwarda Albee (1969) jako brat Julian, Trzy siostry Antona Czechowa (1969) jako baron Mikołaj Lwowicz Tuzenbach i Makbet (1988) w roli tytułowej. W Filadelfii, wraz z innymi aktorami René Auberjonoisem i Williamem Ballem, był współzałożycielem American Conservatory Theater, gdzie był nie tylko stałym wykonawcą, aż do śmierci, ale również nauczycielem i doradcą. Stamtąd trafił do telewizji i na duży ekran.
Początkowo pojawił się gościnnie w odcinków serialach: The ABC Afternoon Playbreak (1973) z Juliet Mills, NBC Columbo (1974), CBS Kojak (1975), NBC The Invisible Man (1975), ABC Wonder Woman (1976) i CBS Hawaii Five-O (1976, 1977). W dramacie telewizyjnym ABC Noc w panice Ameryki (The Night That Panicked America, 1975) u boku Cliffa De Younga, Eileen Brennan i Meredith Baxter grał postać Orsona Wellesa. W serialu ABC Korzenie (Roots, 1977) wystąpił jako John Carrington. Wkrótce potem otrzymał rolę impresario Florenza Ziegfelda w telewizyjnym dramacie biograficznym NBC Rewia, kobiety i śpiew (Ziegfeld: The Man and His Women, 1978). W Briana De Palmy Człowiek z blizną (Scarface, 1983) z Alem Pacino i Michelle Pfeiffer wcielił się w postać diabolicznego kolumbijskiego barona narkotykowego Alejandro Sosy.
Użyczył swojego głosu Jenner bohaterowi filmu Tajemnica IZBY (The Secret of NIMH, 1982). Wystąpił potem w dwóch operach mydlanych ABC – Dynastia (Dynasty, 1983) jako Jason Dehner i Papierowe lalki (Paper Dolls, 1984) jako Jonathan Westfield, serialu CBS Strach na wróble i pani King (Scarecrow and Mrs. King, 1983) z Kate Jackson oraz sequelu adaptacji telewizyjnej NBC powieści Sidneya Sheldona Gniew aniołów – kontynuacja (Rage of Angels: The Story Continues, 1986) z Jaclyn Smith, Kenem Howardem, Susan Sullivan, Bradem Dourifem i Michaelem Nouri.
Inne role godne uwagi to Joshua Adams w dramacie kryminalnym Zabójcza siła (Deadly Force, 1983) z Wingsem Hauserem, Paulo Rocca w pełnym akcji filmie Jak to się robi w Chicago (Raw Deal, 1986) z Arnoldem Schwarzeneggerem, Ben Gardner, ojciec z problemami w thrillerze Alana J. Pakuli Kochanek marzeń (Dream Lover, 1986) oraz dr Lawrence w dramacie Luca Bessona Wielki błękit (Le grand bleu, 1988) z Jeanem Reno.

## Życie prywatne
W latach 1973–1978 związany był z aktorem Jeremym Brettem. Zmarł 11 października 1989 w wieku 53 lat w wyniku komplikacji AIDS.

## Filmografia

### Filmy fabularne
- 1978: Lulu jako Ludwig Schon
- 1982: Richard II jako Bolingbroke
- 1982: Tajemnica IZBY (The Secret of NIMH) jako Jenner (głos)
- 1983: Człowiek z blizną (Scarface) jako Alejandro Sosa
- 1983: Zabójcza siła (Deadly Force) jako Joshua Adams
- 1985: Streets of Justice jako J. Elliott Sloan
- 1986: Jak to się robi w Chicago (Raw Deal) jako Paulo Rocca
- 1986: Kochanek marzeń (Dream Lover) jako Ben Gardner
- 1987: Człowiek w ogniu (Man on Fire) jako Ettore
- 1987: Widok z sypialni (The Bedroom Window) jako Collin Wentworth
- 1987: Bestseller (Best Seller) jako David Madlock
- 1988: Wielki błękit (Le grand bleu) jako dr Laurence

### Filmy TV
- 1975: The Night That Panicked America jako Orson Welles
- 1978: Suddenly, Love jako Jack Graham
- 1978: Rewia, kobiety i śpiew (Ziegfeld: The Man and His Women) jako Florenz Ziegfeld
- 1986: Gniew aniołów – kontynuacja (Rage of Angels: The Story Continues) jako Jerry Worth
- 1987: Time Out for Dad

### Seriale TV
- 1974: Great Performances jako De Guiche
- 1974: Columbo jako sierżant Young
- 1974: Mannix jako Sands
- 1975: The Invisible Man jako Alexi Zartov
- 1975: Ellery Queen jako konferansjer Wendell Warren
- 1975: Kojak jako Arthur Harris
- 1975: Petrocelli jako Archie LaSalle
- 1976: Hawaii Five-O jako Chadwick
- 1976: Wonder Woman jako porucznik Wertz
- 1976: Biomimetyk (The Bionic Woman) jako dr Alan Cory
- 1977: Korzenie (Roots) jako John Carrington
- 1977: Ucieczka Logana (Logan's Run) jako David Eakins
- 1977: Hawaii Five-O jako Todd Daniels
- 1980: Hart to Hart jako Michael Shillingford
- 1980: Miłość Sary (Beulah Land) jako Roscoe Corlay
- 1983: Dynastia (Dynasty) jako Jason Dehner
- 1983: Strach na wróble i pani King (Scarecrow and Mrs. King) jako James Delano
- 1984: Papierowe lalki (Paper Dolls) jako Jonathan Westfield
- 1985: Dynastia (Dynasty) jako Jason Dehner